# Free Fire
Free Fire é um jogo eletrônico mobile de ação-aventura do gênero battle royale, criado pela desenvolvedora vietnamita 111dots Studio e publicado pela Garena. O jogo obteve um beta aberto em novembro de 2017 e foi lançado oficialmente para Android de iOS em 4 de dezembro de 2017.
O principal modo de jogo consiste em cinquenta jogadores que caem de paraquedas em uma ilha à procura de armas para eliminar os demais jogadores e equipamentos para aumentar o tempo de sobrevivência na partida.
Inspirado em PlayerUnknown’s Battlegrounds (PUBG) — um jogo do mesmo gênero — Garena Free Fire se tornou um sucesso instantâneo, atingindo, até outubro de 2018, a marca de 7,5 milhões de jogadores — refletidos pela quantidade de downloads — somente em dispositivos Android, tornando-se um dos jogos de Android mais baixados de 2018 e batendo grandes títulos como PUBG Mobile e Clash Royale. Em 2018, por sua popularidade, Free Fire recebeu o prêmio de "Melhor Jogo em Voto Popular" pela Google Play Store, além da criação de competições profissionais em determinadas partes do Brasil e do mundo.

## Jogabilidade
Garena Free Fire é um jogo eletrônico de ação-aventura do gênero battle royale visto numa perspectiva em terceira pessoa. Para começar a jogar, é necessário criar uma conta pessoal, na qual você pode escolher se deseja criar uma conta própria do jogo ou se deseja conectar-se com alguma rede social, como o Facebook. Após efetuar o login, o jogador deve configurar seu perfil e explorar o jogo afim de obter conhecimento sobre a jogabilidade. Enfim, o jogador inicia uma partida clicando no botão “Modo Clássico” ou "Partida Ranqueada".
Enquanto o avião sobrevoar sobre a ilha, o jogador pode pular onde desejar, possibilitando, assim, que escolha um local estratégico para pousar longe dos inimigos. Após pousar, o jogador deve sair em busca de armas e itens utilitários. Equipamento médico, armas de médio e grande porte, armas brancas, granadas, colete à prova de balas, capacete de proteção, mochila, dentre outros itens podem ser encontrados pela ilha. O objetivo do jogador é sobreviver numa ilha com 50 integrantes online, abatendo os adversários encontrados pelo caminho.
Outro modo de jogo popular do jogo é o CS (Contra Squad), onde no total 8 jogadores são divididos em 2 fazendo 2 equipes de 4 jogadores, onde casa time é colocada em um mini mapa e devem enfrentar a equipe inimiga até uma delas ganhar 4 rodadas.

## Recepção
Em sua revisão feita para o website asiático Game Prime, Muhammad Syahrir comentou sobre os controles do jogo: "Se [você] não estiver familiarizado com esses tipos de controles, existe uma grande possibilidade de você entrar em pânico. [...] Mas não se preocupe, você se acostumará rapidamente com o passar do tempo." Sobre os gráficos, disse que, apesar de serem "vitais para alguns jogadores", isso "tem um benefício para celulares de média e baixa especificação" e concluiu sua revisão: "Se jogos com bons gráficos são sua praia, então não recomendamos que você jogue Free Fire Battlegrounds. Mas, se você gosta de jogos battle royale e quer se divertir com seus amigos, você definitivamente deve jogar."
Fazendo uma comparação com Rules of Survival, outro jogo mobile do mesmo gênero, Tais Carvalho do TechTudo, comentou que Free Fire "prioriza o desempenho, sendo uma ótima escolha para qualquer tipo de aparelho. O gameplay se destaca e tem conteúdo suficiente para entreter e oferecer combates gratificantes." Em relação à progressão de personagens e habilidades, afirmou que é "um adicional chamativo".
Na lista anual da Google Play dos "Melhores Aplicativos do Ano", Free Fire ganhou na categoria de "Melhor Jogo em Voto Popular" de 2018, sendo o mais votado publicamente no Brasil e na Tailândia.

### Número dedownloadse receita
Garena Free Fire é um dos jogos battle royale mobile mais populares do mundo. Foi o segundo jogo mais baixado na Google Play Store no quarto trimestre de 2018 e o quarto jogo mais baixado no mundo em 2018 no iOS e na Google Play Store. O título obteve 182 milhões de downloads em 2018, tornando-se o segundo jogo battle royale mobile mais baixado — acima de Fortnite e atrás apenas de PUBG Mobile — e arrecadou 19,3 milhões de dólares em receita mensal até dezembro de 2018.

## Competição profissional
Free Fire também é conhecido no esporte eletrônico. No Brasil, as três maiores audiências de espectadores simultâneos do YouTube são de campeonatos do jogo. Um dos primeiros campeonatos ocorreu na Malásia, em 17 de março de 2018, como parte das segunda edição do ASUS King of Mobile. O torneio mundial de Free Fire é o Free Fire World Series, que ocorre de forma bianual. A edição de 2020 foi substituída pelo Free Fire Continental Series devido à pandemia de COVID-19.

## Colaborações
A colaboração com outras franquias populares é uma importante estratégia de marketing usada para promover o jogo. Desde o seu lançamento, Free Fire colaborou com videogames populares, celebridades, programas de TV e filmes. Free Fire tem dois tipos de colaborações que são globais e regionais. Ao contrário das colaborações globais, as colaborações regionais estão disponíveis apenas para jogadores de regiões específicas. Em 2022, Free Fire colaborou com o cantor Justin Bieber e estreou sua música "Beautiful Love" em Free Fire.
| Colaboração                         | Ano  | Ref    |
| ----------------------------------- | ---- | ------ |
| Alok                                | 2019 | [ 27 ] |
| Ragnarok Online                     | 2020 | [ 28 ] |
| Hrithik Roshan                      | 2020 | [ 29 ] |
| Kshmr                               | 2020 | [ 30 ] |
| Cristiano Ronaldo                   | 2020 | [ 31 ] |
| Son Tung M-TP                       | 2021 |        |
| One-Punch Man                       | 2021 | [ 32 ] |
| Attack on Titan                     | 2021 | [ 33 ] |
| Street Fighter V                    | 2021 | [ 34 ] |
| McLaren                             | 2021 | [ 35 ] |
| Venom: Let There Be Carnage         | 2021 | [ 36 ] |
| Dimitri Vegas & Like Mike           | 2021 | [ 37 ] |
| La casa de papel                    | 2021 | [ 38 ] |
| Assassin's Creed                    | 2022 | [ 39 ] |
| BTS                                 | 2022 | [ 40 ] |
| Justin Bieber                       | 2022 | [ 41 ] |
| Devil May Cry 5                     | 2023 | [ 42 ] |
| Spider-Man: Across the Spider-Verse | 2023 | [ 43 ] |
| Demon Slayer: Kimetsu no Yaiba      | 2023 | [ 44 ] |
| Lamborghini                         | 2023 | [ 45 ] |
| Pushpa 2: The Rule                  | 2024 | [ 46 ] |
| Naruto                              | 2025 | [ 47 ] |